# Sabine Meienreis
Sabine Meienreis (* 2. Juli 1938 in Elbing) ist eine deutsche Filmregisseurin und Puppenspielerin.

## Leben und Werk
Nachdem Abitur absolvierte Meienreis eine Schriftsetzerlehre in Ost-Berlin und bewarb sich anschließend auf ein Puppenspieler-Gesuch. Von 1960 bis 1961 wurde sie in Naumburg in der DDR zur Marionettenspielerin ausgebildet. Kurz nach dem Mauerbau kehrte sie nach Berlin zurück und begann im Puppenstudio des Deutschen Fernsehfunks in der Unterhaltungsabteilung zu arbeiten. Die Abteilung produzierte insbesondere Trickfilme, die zur Untermalung von Schlagermusik dienten. Zunehmend arbeitete Meienreis an Beiträgen für Unser Sandmännchen und assistierte dem Regisseur Gerhard Behrendt.
Meienreis entwickelte den Wunsch, selbst bei Trickfilmen Regie zu führen. Ein dafür notwendiges Studiums wollte sie aufgrund der langen Puppentheater-Tradition in der Tschechoslowakei absolvieren. 1966 begann sie ein Studium an der Theaterfakultät der Akademie der Musischen Künste in Prag (DAMU). Nach dem Prager Frühling musste sie ihr Studium an der Theaterhochschule Leipzig beenden. Im Anschluss arbeitete sie erneut für den Deutschen Fernsehfunk und wirkte als Regisseurin für den Abendgruß des Sandmännchens. Kontakte zur künstlerischen Leiterin des DEFA-Studios für Trickfilme, Marion Rasche, ermöglichten ihr den Dreh eines Animationsfilms bei der DEFA. Zusammen mit der Grafikerin Stephanie Bluhm inszenierte sie den abstrakten und collageartigen Kurzfilm David und Goliath. Die Musik verantwortete der Komponist Thomas Ehricht. Der Film stieß in der Abnahmekommission auf Ablehnung und wurde 1982 lediglich einmal im Rahmen des 5. Nationalen Festivals für Dokumentar- und Kurzfilme der DDR in Neubrandenburg aufgeführt. Ein anschließendes Filmprojekt, das Meienreis zusammen mit Bärbel Dalichow und Wolfram Witt verwirklichte, trägt den Titel Der schwarze Fleck. Dieser fünf Minuten lange Animationsfilm wurde jedoch verboten und konnte zusammen mit David und Goliath erstmals 1990 in einem Sonderprogramm der Kurzfilmtage Oberhausen präsentiert werden.
Im März 1984 verließ Meienreis die DDR per Ausreiseantrag. In den Jahren 1985 und 1986 führte sie für den Hessischen Rundfunk bei Kurzbeiträgen der Sandmann-Reihe Regie. Nach der deutschen Wiedervereinigung schrieb und inszenierte sie für den ORB von 1991 bis 1993 Sandmann-Beiträge. Freiberuflich fertigte sie mehrere Jahre Trickgestaltungen für Image- und Industriefilme sowie Kinderfilme.

## Filmografie (Auswahl)
- 1981: David und Goliath
- 1983: Der schwarze Fleck (verboten, erstmals aufgeführt 1990)